# Quang Trung, Thủy Nguyên
Quang Trung là một xã thuộc thành phố Thủy Nguyên, thành phố Hải Phòng, Việt Nam.

## Địa lý
Xã Quang Trung nằm ở phía tây bắc thành phố Thủy Nguyên, có vị trí địa lý:
- Phía đông giáp phường Lê Hồng Phong và phường Trần Hưng Đạo
- Phía tây giáp phường Quảng Thanh, xã Ninh Sơn và tỉnh Hải Dương
- Phía nam giáp quận Hồng Bàng
- Phía bắc giáp xã Liên Xuân và xã Ninh Sơn.

Xã Quang Trung có diện tích 18,32 km², dân số năm 2023 là 32.474 người, mật độ dân số đạt 1.772 người/km².

## Lịch sử
Trước năm 1813, địa bàn xã Cao Nhân thuộc tổng Thái Lai, huyện Thủy Đường, phủ Kinh Môn, trấn Hải Dương.
Năm 1887, thuộc phủ Thủy Nguyên, tỉnh Hải Phòng; sau là tỉnh Kiến An bao gồm 6 xã: Thái Lai, Nhân Lý, Đồng Lý, Hoa Chương, Cao Kênh, Câu Tử.
Sau năm 1945, thành lập xã Cao Nhân trên cơ sở các xã thuộc tổng Thái Lai, thành lập xã Chính Mỹ.
Tháng 7 năm 1952, thành lập xã Hợp Thành trên cơ sở 2 thôn: Cẩu Tử, Cao Nhân của xã Cao Nhân và thôn Quảng Cư của xã Ngọc Địch.
Ngày 27 tháng 10 năm 1962, Quốc hội ban hành Nghị quyết về việc sáp nhập tỉnh Kiến An vào thành phố Hải Phòng. Khi đó, các xã: Cao Nhân, Chính Mỹ Hợp Thành thuộc huyện Thủy Nguyên, thành phố Hải Phòng.
Ngày 24 tháng 10 năm 2024, Ủy ban Thường vụ Quốc hội ban hành Nghị quyết số 1232/NQ-UBTVQH15 về việc sắp xếp đơn vị hành chính cấp huyện, cấp xã của thành phố Hải Phòng giai đoạn 2023 – 2025 (nghị quyết có hiệu lực từ ngày 1 tháng 1 năm 2025). Theo đó, thành lập xã Quang Trung thuộc thành phố Thủy Nguyên trên cơ sở toàn bộ 5,82 km² diện tích tự nhiên, quy mô dân số là 9.638 người của xã Hợp Thành; toàn bộ 5,58 km² diện tích tự nhiên, quy mô dân số là 11.603 người của xã Cao Nhân và toàn bộ 6,92 km² diện tích tự nhiên, quy mô dân số là 11.233 người của xã Chính Mỹ.
Xã Quang Trung có 18,32 km² diện tích tự nhiên và quy mô dân số là 32.474 người.

## Xã hội
Giáo dục
- Trường Tiểu học xã Cao Nhân.
- Trường THCS xã Cao Nhân.
- Trường THPT Quang Trung.[4]